# Lukovë
Lukovë ([lukɔv(ə)]; bepaalde vorm: Lukova; Grieks: Λούκοβο, Loukovo) is na de gemeentelijke herinrichting van 2015 een deelgemeente (njësitë administrative përbërëse) van de Albanese stad (bashkia) Himarë in de prefectuur Vlorë. Lukovë vormt het zuidelijke gedeelte van de Albanese Rivièra aan de Ionische Zee; de gemeente ligt tussen Himarë in het noordwesten, de enige stad van de Rivièra, en districtshoofdplaats Sarandë in het zuidoosten.

## Geografie
Lukovë wordt naast door Himarë, Sarandë en de Ionische Zee begrensd door de prefectuur Gjirokastër in het noorden en het district Delvinë, dat ook deel uitmaakt van de prefectuur Vlorë, in het oosten.
De deelgemeente bestaat uit de kustdorpen (van noord naar zuid) Borsh, Qazim Pali, Piqeras, Sasaj, Lukovë, Shënvasil en Nivicë. Hogerop, op de flanken van de bergketen Mali Kanalit en nabij de grens met Gjirokastër, liggen nog de kernen Çorraj en Fterrë.

## Bevolking
Volgens de volkstelling van 2011 wonen er 2.916 mensen in Lukovë. De meeste inwoners zijn islamitisch of orthodox. 
| Religieuze samenstelling in de gemeente Lukovë | Religieuze samenstelling in de gemeente Lukovë | Religieuze samenstelling in de gemeente Lukovë | Religieuze samenstelling in de gemeente Lukovë | Religieuze samenstelling in de gemeente Lukovë | Religieuze samenstelling in de gemeente Lukovë |
| Plaats                                         | Aantal inwoners (census 2011)                  | Islam                                          | Katholieke Kerk in Albanië                     | Albanees-Orthodoxe Kerk                        | Bektashi                                       |
| ---------------------------------------------- | ---------------------------------------------- | ---------------------------------------------- | ---------------------------------------------- | ---------------------------------------------- | ---------------------------------------------- |
| Lukovë                                         | 2.916                                          | 37,11 procent                                  | 3,40 procent                                   | 30,93 procent                                  | 0,62 procent                                   |

## Toerisme en bezienswaardigheden
Net als de rest van de Albanese Rivièra is de toeristische sector in Lukovë volop in ontwikkeling. In het centrum bevindt zich een viersterrenhotel. Het Sint-Mariaklooster (Manastiri i Shën Mërisë) in Kakome en de Sint-Mariakloosterkerk (Kisha e Manastirit të Shën Mërisë Krimanovës) in Piqeras zijn erkend als monument. Boven Borsh torent het middeleeuwse Kasteel van Borsh uit. Het strand bij het plaatsje heeft een lengte van vijf kilometer, en is daarmee een van de langste van de Ionische Zee.

## Geboren
- Nifon Kafsokalyvitis (1316-1411), bisschop, theoloog, mysticus en orthodox heilige
- Dimitrios Doulis (1865-1928), Grieks officier en parlementslid en minister van Militaire Zaken van de Autonome Republiek Noord-Epirus (Nivicë-Bubar)
- Vasil Laçi (1922-1941), patriot en monarchist, bekend van zijn moordpogingen op de Italiaanse koning Victor Emmanuel III en de Albanese premier Shefqet Vërlaci (Piqeras)
- Nafiz Bezhani (1928-2004), jurist, politicus en schrijver (Fterrë)
- Jakup Mato (1934), literatuurcriticus en -onderzoeker en schrijver (Fterrë)
- Muzafer Korkuti (1936), archeoloog en prehistoricus (Fterrë)